# 별난 원자
별난 원자(exotic atom)는 원자에서 일부 아원자 입자가 같은 전하의 다른 입자로 대체된 물질이다. 예로 전자가 다른 음전하를 가진 뮤온으로 대치되거나(뮤온 원자), 파이온으로 대치되는 경우(파이온 원자)가 있다. 이 입자의 구성요소가 보통 불안정하므로, 별난 원자들은 보통 불안정하며, 수명이 매우 짧다.

## 뮤온 원자
뮤온 원자에서는 전자가 뮤온으로 대치된다. 뮤온도 전자처럼 렙톤이고, 렙톤은 전자기력, 약력, 중력만을 느낄 수 있으므로, 뮤온원자를 지배하는 힘은 전자기력이다. 렙톤과 핵은 강력을 느끼지 못한다.
뮤온이 전자보다 무거워 보어 모형에 의해 궤도가 핵에 더 가까우므로, 정확히 계산하려면 양자전기역학을 이용해야 한다. 뮤온 원자의 에너지 준위를 연구하여 들뜬 상태와 바닥 상태의 전이를 관찰하여 양자전기역학을 실험할 수 있다.
뮤온 촉매 핵융합은 뮤온원자에 대한 기술적 응용이다.

## 타우온 원자
타우온 원자에서는 전자가 타우온으로 대치된다. 타우온도 전자처럼 렙톤이고, 렙톤은 전자기력, 약력, 중력만을 느낄 수 있으므로, 타우온원자를 지배하는 힘은 전자기력이다. 렙톤과 핵은 강력을 느끼지 못한다.
타우온이 전자보다 무거워 보어 모형에 의해 궤도가 핵에 더 가까우므로, 정확히 계산하려면 양자전기역학을 이용해야 한다. 타우온 원자의 에너지 준위를 연구하여 들뜬 상태와 바닥 상태의 전이를 관찰하여 양자전기역학을 실험할 수 있다.

## 강입자 원자
강입자 원자는 궤도 내의 전자가 강입자로 대치된 원자이다.
파이온이나 케이온 같은 중간자으로 대치된 경우 중간자 원자, 반양성자로 대치된 경우 반양성자 원자, 중입자로 대치된 경우 중입자 원자라고도 부른다.
렙톤과 달리 강입자는 강한 상호작용을 하므로, 에너지 준위또한 원자핵과 강입자 사이에 작용하는 강력의 영향을 받는다. 강력은 짧은 거리에서 작용하므로, 이 효과는 오비탈이 핵에 더 가까울 때 커진다. 파이온 수소나 케이온 수소의 연구는 양자색역학이라는 강력 이론을 검증하는데 활용된다.

## 오늄
오늄(onium)은 한입자와 그 반입자의 바닥 상태이다. 가장 간단한 오늄은 포지트로늄으로, 전자와 양전자가 같이 돌고 있다. 포지트로늄은 1950년대에 양자 마당 이론연구를 위해 이미 연구되었다. 최근에는 비상대론적 양자색전기학 (NRQED) 연구에 쓰인다.
두 전하가 다른 파이온이 도는 파이온 원자는 강력 상호작용을 탐구하는데 흥미롭다. 하지만, 무거운 쿼크와 그 반입자가 결합한 쿼크오늄이라는 메존은 별난 원자가 아니다. 이 상태의 연구는 비상대론적 양자색역학 (NRQCD)에 쓰인다.
뮤오늄은 이름과 달리 뮤온과 반뮤온이 결합된 입자가 아니므로, 오늄이 아니다. IUPAC은 이 이름을 반뮤온과 전자가 결한된 계에 할당했다. 하지만 뮤온과 반뮤온이 결합된 진짜 뮤오늄은 이론적으로 예측된 적이 있다.

## 하이퍼론 원자
전자가 하이퍼론을 도는 경우이다.

## 같이 보기
- 포지트로늄
- 다이포지트로늄
- 카온 수소
- 뮤오늄
- 양자전기역학
- 쿼크오늄
- 양자색역학
- 반수소